# Penicillium polonicum
Penicíllium polónicum (лат.) — вид несовершенных грибов (телеоморфная стадия неизвестна), относящийся к роду Пеницилл (Penicillium).

## Описание
Колонии на CYA бархатистые, на 7-е сутки 2,5—4,5 см в диаметре, с обильным голубовато-зелёным спороношением, с каплями прозрачного экссудата. Реверс светлый, кремовый, жёлто-коричневый или красно-коричневый. На агаре с солодовым экстрактом (MEA) колонии на 7-е сутки 3—4 см в диаметре. На агаре с дрожжевым экстрактом и сахарозой (YES) колонии на 7-е сутки 3—4 см в диаметре, обильно спороносящие, с жёлтым реверсом.
При 37 °C рост отсутствует. При 5 °C за неделю образуются небольшие колонии до 5 мм в диаметре.
Конидиеносцы трёхъярусные, с примесью двухъярусных и четырёхъярусных. Веточки 15—25 мкм длиной и 3—3,5 мкм толщиной. Метулы цилиндрические, 10—13 мкм длиной. Фиалиды фляговидные, суженные в отчетливо выраженную шейку, 7,5—10 × 2,5—2,8 мкм. Конидии шаровидные до почти шаровидных, гладкостенные, 2,5—3,5 × 2—3 мкм.

### Отличия от близких видов
Отличается от Penicillium aurantiogriseum и других видов с шероховатыми конидиеносцами и голубовато-зелёным спороношением более быстрым ростом на большинстве сред, более выраженным спороношением на YES и лучшим ростом на CREA. От Penicillium viridicatum и Penicillium melanoconidium отличается голубовато-зелёным спороношением.

## Экология и значение
Широко распространённый гриб, выделяемый из обрабатываемых почв, с зерна и зерновых продуктов, с различных пищевых продуктов.
Продуцирует токсины пеницилловую кислоту, веррукозидин, гликопептиды. Может быть связан с эндемичной балканской нефропатией.

## Таксономия
Впервые выделен из почвы на территории Польши (отсюда название).
Penicillium polonicum K.Zaleski, Bull. Int. Acad. Polon. Sci., Sér. B., Sci. Nat. 445 (1927).

### Синонимы
- Penicillium carneolutescens G.Sm., 1939
- Penicillium aurantiogriseum var. polonicum (K.Zaleski) Frisvad & Filt., 1999